# Vittoria (nome)
Vittoria  è un nome proprio di persona italiano femminile.

## Varianti
- Femminili
  - Alterati: Vittorina
- Maschili: Vittorio[2][3]

### Varianti in altre lingue
- Bielorusso: Вікторыя (Viktoryja)
- Bulgaro: Виктория (Viktorija)[1]
- Ceco: Viktorie[1]
- Croato: Viktorija[1]
- Danese: Viktoria[1], Victoria[1]
- Francese: Victoire[1]
- Hawaiiano: Wikolia[1]
- Inglese: Victoria[1]
  - Ipocoristici: Toria[1], Tory[1], Tori[1], Vicky[1], Vicki[1], Vickie[1], Vikki[1], Vic[1]
- Latino: Victoria[1][3]
- Lituano: Viktorija[1]
- Macedone: Викторија (Viktorija)[1]
- Norvegese: Viktoria[1], Victoria[1]
- Polacco: Wiktoria[1]
- Portoghese: Vitória[1]
- Rumeno: Victoria[1]
- Russo: Виктория (Viktorija)[1]
- Slovacco: Viktória[1]
- Sloveno: Viktorija[1]
- Spagnolo: Victoria[1]
- Svedese: Viktoria[1], Victoria[1]
- Tedesco: Viktoria[1], Victoria[1]
- Ucraino: Вікторія (Viktorija)[1]
- Ungherese: Viktória[1]

## Origine e diffusione
Deriva dal latino Victoria, che può costituire sia un femminile di Victorius (cioè Vittorio), sia una ripresa diretta del sostantivo victoria ("vittoria").
Tale nome era portato, nella mitologia romana, dalla dea Vittoria, analoga alla greca Nike.
A differenza del resto d'Europa, nelle nazioni anglofone il nome era raro prima che la regina Vittoria (che aveva lo stesso nome di sua madre, una nobildonna tedesca) salisse al trono nel 1838; alla sua figura sono intitolati diversi luoghi, fra cui lo stato australiano di Victoria e la città canadese di Victoria.
In Italia l'ISTAT ne attesta una costante crescita di popolarità nel XXI secolo, arrivando nel 2020 ad essere il nono nome più scelto per le nuove nate.

## Onomastico
L'onomastico si può festeggiare in memoria di diverse sante e beate, alle date seguenti:
- 13 gennaio, beata Victoria Valverde González, religiosa del Pio istituto calasanziano, martire a Casillas de Martos[5][6]
- 18 gennaio, beata Victoire Gusteau, una dei Martiri di Angers[5]
- 2 febbraio, santa Vittoria, martire[6]
- 12 febbraio, santa Vittoria, martire ad Albitina, in Africa[6]
- 10 luglio, santa Vittoria, vergine e martire con santa Anatolia a Sabina[5]
- 13 agosto, beata Vittoria Díez y Bustos de Molina, martire ad Hornachuelos[5]
- 21 agosto, beata Vittoria Rasoamanarivo, principessa del Madagascar[5]
- 17 novembre, santa Vittoria, martire a Cordova con suo fratello Aciscolo sotto Diocleziano[5][6]
- 15 dicembre, beata Maria Vittoria De Fornari Strata, religiosa delle annunziate turchine[5]
- 23 dicembre, santa Vittoria vergine, martire a Roma sotto Decio[7]

## Persone

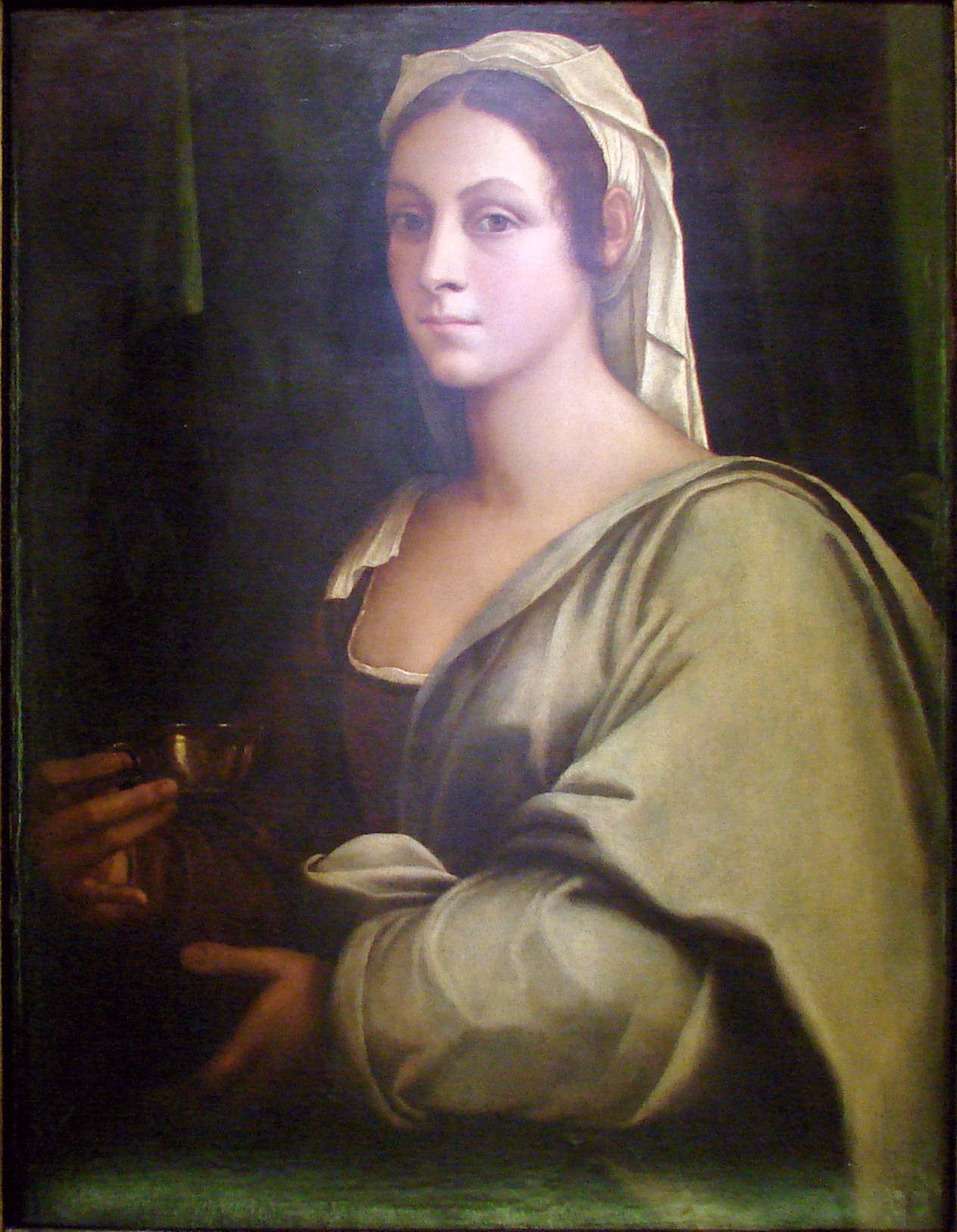
Vittoria Colonna

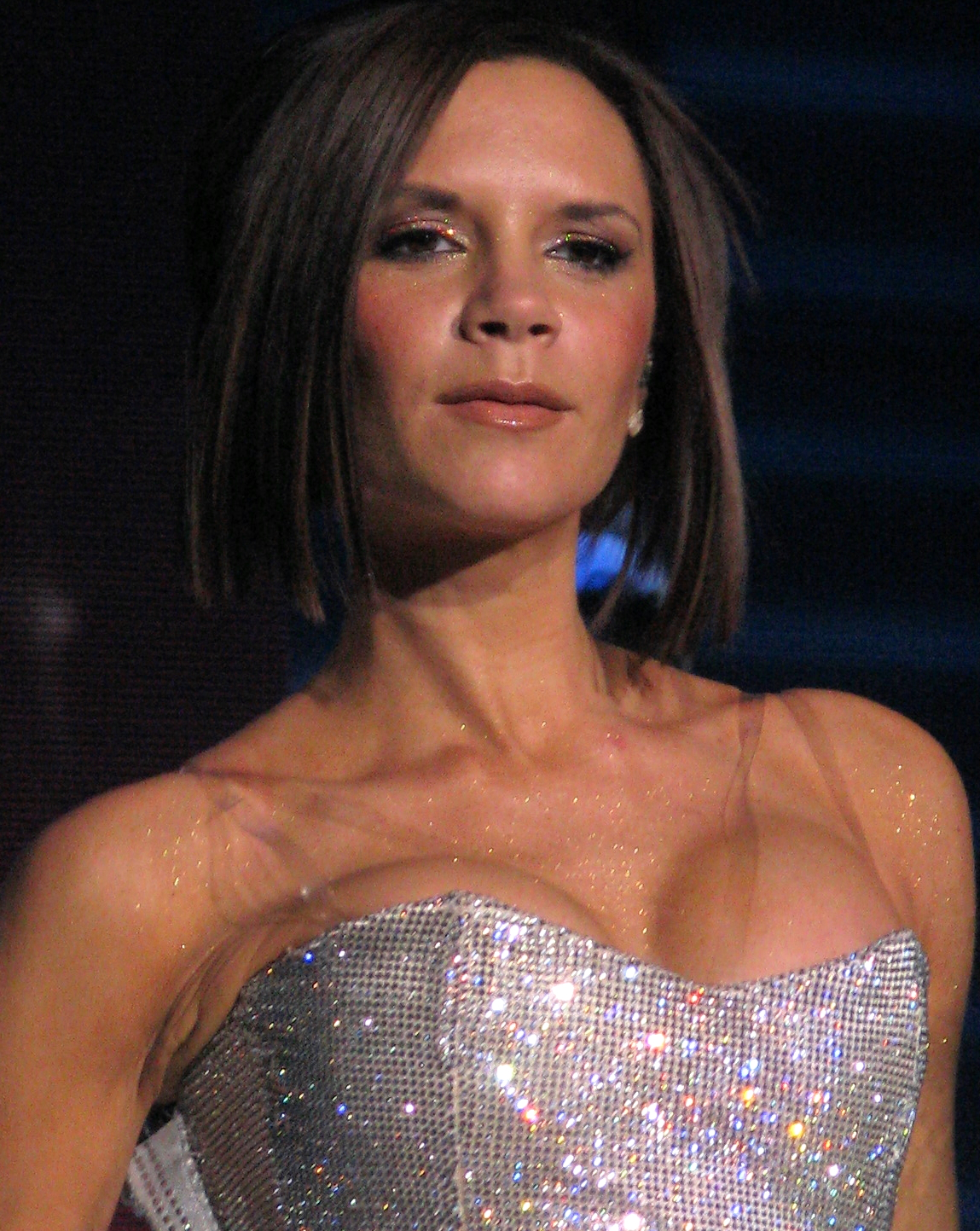
Victoria Beckham

- Vittoria, usurpatrice contro l'imperatore romano Aureliano
- Vittoria Eugenia di Battenberg, regina consorte di Spagna
- Vittoria del Regno Unito, regina del Regno Unito e imperatrice d'India
- Vittoria Aganoor, poetessa italiana
- Vittoria Belvedere, attrice ed ex modella italiana
- Vittoria Ceretti, supermodella italiana
- Vittoria Colonna, poetessa e intellettuale italiana
- Vittoria Della Rovere, granduchessa di Toscana
- Vittoria Di Silverio, attrice italiana
- Vittoria Febbi, attrice, doppiatrice e direttrice del doppiaggio italiana
- Vittoria Lepanto, attrice italiana
- Vittoria Puccini, attrice italiana
- Vittoria Tesi, contralto italiano

### Variante Victoria
- Victoria Abril, attrice e cantante spagnola
- Victoria Beckham, cantante, stilista, attrice e modella britannica
- Victoria Benedictsson, scrittrice svedese
- Victoria Cabello, conduttrice televisiva e attrice italiana
- Victoria Donda, politica e attivista argentina
- Victoria Francés, illustratrice spagnola
- Victoria Jackson, attrice e comica statunitense
- Victoria Justice, attrice, cantante, modella e ballerina statunitense
- Victoria Ocampo, editrice e scrittrice argentina
- Victoria Principal, attrice, scrittrice e produttrice cinematografica statunitense
- Victoria Woodhull, attivista statunitense

### Variante Viktoria
- Viktoria Brams, attrice e doppiatrice tedesca
- Viktoria Rebensburg, sciatrice alpina tedesca
- Viktoria Savs, militare austriaca

### Variante Viktorija
- Viktorija, cantante serba
- Viktorija Komova, ginnasta russa
- Viktorija Kutuzova, tennista ucraina
- Viktorija Mullova, violinista russa
- Viktorija Nikišina, schermitrice russa
- Viktorija Tereščuk, pentatleta ucraina

### Altre varianti
- Viktoryja Azaranka, tennista bielorussa
- Victoire de Donnissan de La Rochejaquelein, nobildonna francese

## Il nome nelle arti
- Vittoria è un personaggio della trilogia teatrale La villeggiatura di Carlo Goldoni.
- Vittoria è il nome della serva di Don Abbondio nella prima stesura - nota come Fermo e Lucia - del romanzo di Alessandro Manzoni I promessi sposi (successivamente, com'è noto, il personaggio prenderà il nome di Perpetua).
- Vittoria è la protagonista del film del 1962 L'eclisse, di Michelangelo Antonioni.
- Victoria Cindry è un personaggio del manga e anime One Piece.
- Vittoria Della Rocca è un personaggio della soap opera Centovetrine.
- Vittoria Guerra è un personaggio della serie televisiva Distretto di Polizia.
- Viktoria Tarrasch è un personaggio della soap opera Tempesta d'amore.
- Vittoria Vetra è un personaggio del romanzo di Dan Brown Angeli e demoni.
- Viktoria van Weyden è un personaggio della soap opera La strada per la felicità.
- In campo musicale, Victoria è una canzone dei Kinks, riproposta anche da altri, in particolare da The Fall.
- Victoire “Vic” Beretton è la protagonista del film Il tempo delle mele, e del suo seguito, Il tempo delle mele 2, diretti da Claude Pinoteau.
- Victoria è un personaggio della serie di romanzi e film Twilight, creata da Stephenie Meyer.
- Vittoria Mengoni è la protagonista del film Romeo è Giulietta di Giovanni Veronesi.

## Toponimi
- Le Cascate Vittoria, con un fronte di più di un chilometro e mezzo e un'altezza media di 128 metri, sono tra le cascate più spettacolari del mondo. Si trovano lungo il corso del fiume Zambesi, sul confine fra Zambia e Zimbabwe. Il nome fu loro attribuito dall'esploratore scozzese David Livingstone, in onore dell'allora Regina d'Inghilterra, la Regina Vittoria; esse tuttavia erano già note localmente con il nome di Mosi-oa-Tunya, il fumo che tuona.
- Il Lago Vittoria è il più grande lago dell'Africa, posto sul confine fra Kenya, Uganda e Tanzania. Fu così nominato dall'esploratore John Hanning Speke in onore della Regina Vittoria d'Inghilterra.
- Vittoria è una cittadina in provincia di Ragusa, che porta il nome della contessa Vittoria Colonna Henriquez-Cabrera che la fondò nel 1607.